# Indiana (cantante 1987)
Indiana, pseudonimo di Lauren Henson (Loughborough, 28 luglio 1987), è una cantautrice britannica.

## Biografia
Indiana è salita alla ribalta nel 2014, con i singoli Solo Dancing e Heart on Fire, che hanno raggiunto rispettivamente la 14ª e l'89ª posizione della Official Singles Chart. Il suo album di debutto, intitolato No Romeo, è uscito a febbraio 2015 e si è piazzato alla numero 17 della classifica britannica. Nel maggio successivo è partita per un tour nel Regno Unito e nello stesso mese si è esibita al Glastonbury Festival per la seconda volta. Il suo secondo disco Not Girlfriend Material è stato pubblicato tre anni più tardi.

## Discografia

### Album in studio
- 2015 – No Romeo
- 2018 – Not Girlfriend Material

### Singoli
- 2013 – Blind as I Am
- 2013 – Bound
- 2013 – Smoking Gun
- 2013 – Mess Around
- 2014 – Solo Dancing
- 2014 – Heart on Fire
- 2014 – Only the Lonely
- 2017 – Bad Luck
- 2018 – Paper Cut
- 2018 – I Like Drinking
- 2019 – Caroline
- 2019 – No Strings
- 2019 – Sweet Dreams
- 2019 – Tropical Daze
- 2019 – Break the Habit
- 2020 – Physical